# Gian Lorenzo Bernini
Gian Lorenzo Bernini (Nàpols, 7 de desembre de 1598 – Roma, 28 de novembre de 1680) fou un dels artistes més importants del barroc italià. Va practicar l'escultura, la pintura, l'arquitectura i va dissenyar diversos espectacles.

## Biografia
El seu pare, Pietro Bernini, era escultor i va ser el seu primer mestre. Va guanyar-se, a causa del seu precoç talent, el favor del papa Pau V. Com a favorit dels papes, va esdevenir arquitecte de la basílica de Sant Pere del Vaticà. Va treballar sense interrupció per als pontífexs: Gregori XV el va fer cavaller; Urbà VIII el va omplir de riqueses; més aviat en desgràcia sota el pontificat d'Innocenci X, no va fer-hi més que la font dels quatre rius de la plaça Navona. Se li deu el baldaquí de columnes salomòniques de l'altar principal de Sant Pere, així com el disseny de la majestuosa columnata i les estàtues que encerclen la plaça situada tot just davant de la basílica. Les seves fonts monumentals, i particularment la dels quatre rius, palesen un barroc en tota la seva força i van exercir una gran influència sobre l'urbanisme romà i sobre l'organització de les places públiques en altres ciutats europees.

### Els inicis
Gian Lorenzo va nàixer a Nàpols el 7 de desembre de 1598, fill d'Angelica Galante i de Pietro Bernini, escultor manierista d'origen florentí. El matrimoni va instal·lar-se a Roma l'any 1605, ciutat on Pietro treballava per al cardenal Scipione Borghese, fet que va propiciar el desenvolupament del precoç talent del fill, que treballava al taller de son pare.
Pietro Bernini treballava a les obres de Pau V Borghese, per a qui va fer el que es considera la seua obra mestra: l'Assumpció de la Mare de Déu del baptisteri de la basílica de Santa Maria Major, així com la capella Paulina, destinada a acollir la tomba de Pau V i Climent VII, per a la qual Pietro Bernini va fer una Coronació de Climent VII (1611). El jove Gian Lorenzo es va aprofitar des de ben jove de l'experiència de son pare, en particular pel que feia a l'organització del treball col·lectiu en una obra i a la fusió de les obres arquitectòniques, pictòriques i escultòriques en un conjunt de marbres policroms.
La Roma de les primeries del segle xvii era una ciutat immersa en un excepcional procés de renovació artística, en particular amb la revolució naturalista introduïda en la pintura per Caravaggio i la influència del barroc iniciat a Flandes per Rubens, i on el talent no necessitava més que ser reconegut.

### Les obres de joventut (1609 - 1617)
Sota el mecenatge del cardenal Scipione Borghese, llavors membre de la família papal regnant, el jove Bernini va començar a ser reconegut com a escultor de talent. Les seues primeres obres van ser peces decoratives destinades a adornar el jardí de la vil·la Borghese, Príap i Flora (1615 - 1616) (avui dia al Metropolitan Museum of Art). Un grup decoratiu de les Quatre estacions encarregat per Leone Strozzi per al jardí de la seua vil·la romana mostra una clara influència de Caravaggio, en les obres presents en la col·lecció del cardenal, sobretot en les sensuals i realistes línies de les garlandes de fruites.
En la seua primera fase estilística, hom denota una neta influència de l'escultura hel·lenística en obres que imiten a la perfecció l'estil antic, com ho revela el Sant Sebastià del Museu Thyssen-Bornemisza de Madrid i un Sant Llorenç a la graella de la col·lecció Contini Bonacossi de Florència.
D'aquest període daten uns Putti amb drac i un Faune entretingut per uns amors (circa 1617, col·lecció del Metropolitan Museum of Art), que sens dubte són encara obres col·lectives. Les primeres obres que sense cap dubte es deuen completament a la seua mà són la Cabra Amaltea amb Zeus i un faune (1615, col·lecció de la galeria Borghese) de factura naturalista, el bust de Giovanni Battista Santoni conservat a l'església de Santa Prassede de Roma i les al·legories de l'Ànima condemnada i l'Ànima salvada (1619, conservades al Palazzo di Spagna).

### Els grups Borghese
Amb els quatre grups Borghese, que el van mantenir ocupat durant cinc anys, Gian Bernini va atènyer una glòria immediata. Es tracta de quatre grups escultòrics; tres sobre temes mitològics i un sobre tema bíblic, coherents amb l'interès en l'antiguitat de l'home que els va encarregar el cardenal Scipione Borghese:
- Enees, Anquises i Ascani (1619)
- El rapte de Proserpina (1622)
- David (1624)
- Apol·lo i Dafne (1625)

L'Eneas i Anquises encara no se separa totalment de la influència paterna manierista, i sens dubte està molt influenciat per un fresc de Rafael a la Stanza dell'Incendio di Borgo al Vaticà, en el qual, fugint de l'incendi de Roma, un home madur porta son pare a l'esquena, seguit del seu fill. Des d'un punt de vista al·legòric, l'obra representa les tres edats de la vida: Anquises porta a l'esquena una estàtua dels déus lars mentre que ell mateix és portat pel seu fill Enees, mentre que Ascani els segueix portant el foc sagrat. D'aquesta manera, els tres (i l'estàtua dels ancestres portada per Anquises) esdevenen una representació espacial d'un arbre genealògic. Des d'un punt de vista psicològic, no és pas innocent que Bernini escollira aquest tema (un fill en el cim de la vida portant el seu pare afeblit sobre les seues espatles), en un moment en què ell mateix assolia la majoria d'edat.
El Rapte de Proserpina pren un tema tret de Les metamorfosis d'Ovidi, quan Plutó segresta Proserpina. Regalat al cardenal Ludovico Ludovisi, nebot del papa Gregori XV i secretari d'estat, va tornar posteriorment a les col·leccions de la galeria Borghese. La seua composició en espiral està feta per accentuar el dinamisme dramàtic, i queda subratllada pel moviment dels cabells i de les robes. L'empremta dels dits del déu dels inferns sobre la carn de Proserpina està aconseguida amb un realisme virtuosístic, i participa també en l'efecte dramàtic del rapte.
Amb el seu David, Bernini, amb només vint-i-cinc anys, es mesura amb la icona insuperable del Renaixement italià, el David de Miquel Àngel. Tant l'un com l'altre simbolitzen a la perfecció l'art de llur temps: mentre que l'obra miquelangelesca és estàtica, digna, pura i elegant, la de Bernini esdevé, en representar-hi David en el moment de llançar el projectil amb la fona, amb el tors girat i el rostre contret per l'esforç, una reunió de tots els elements de l'art barroc: l'energia, el moviment i el dinamisme. Així mateix, hom pot dir que el David de Bernini és el símbol de la Roma de la Contrareforma, d'una Església disposada a enfrontar-se als seus adversaris, mentre que el de Miquel Àngel representa a la perfecció la Florència del Renaixement, una ciutat orgullosa de la seua independència. Llevat que es tracte del gest del mateix Bernini, desafiant el Goliat-Miquel Àngel...
El tema d'Apol·lo i Dafne també el va extraure de Les metamorfosis d'Ovidi: la nimfa Dafne, víctima dels ardors del déu Apol·lo, suplica a son pare que vinga a ajudar-la; llavors Peneu transforma la seua filla en un llorer, i Bernini captura aquest precís instant en què Dafne comença a cobrir-se duna escorça protectora i s'arrela a terra. Cal destacar-ne la tensió dramàtica i la impressió de moviment deguda a la construcció en espiral, típica del barroc en general i marca de fàbrica de Bernini en particular. Amb aquesta obra, Bernini va atènyer un súmmum estètic.

### El pontificat d'Urbà VIII Barberini

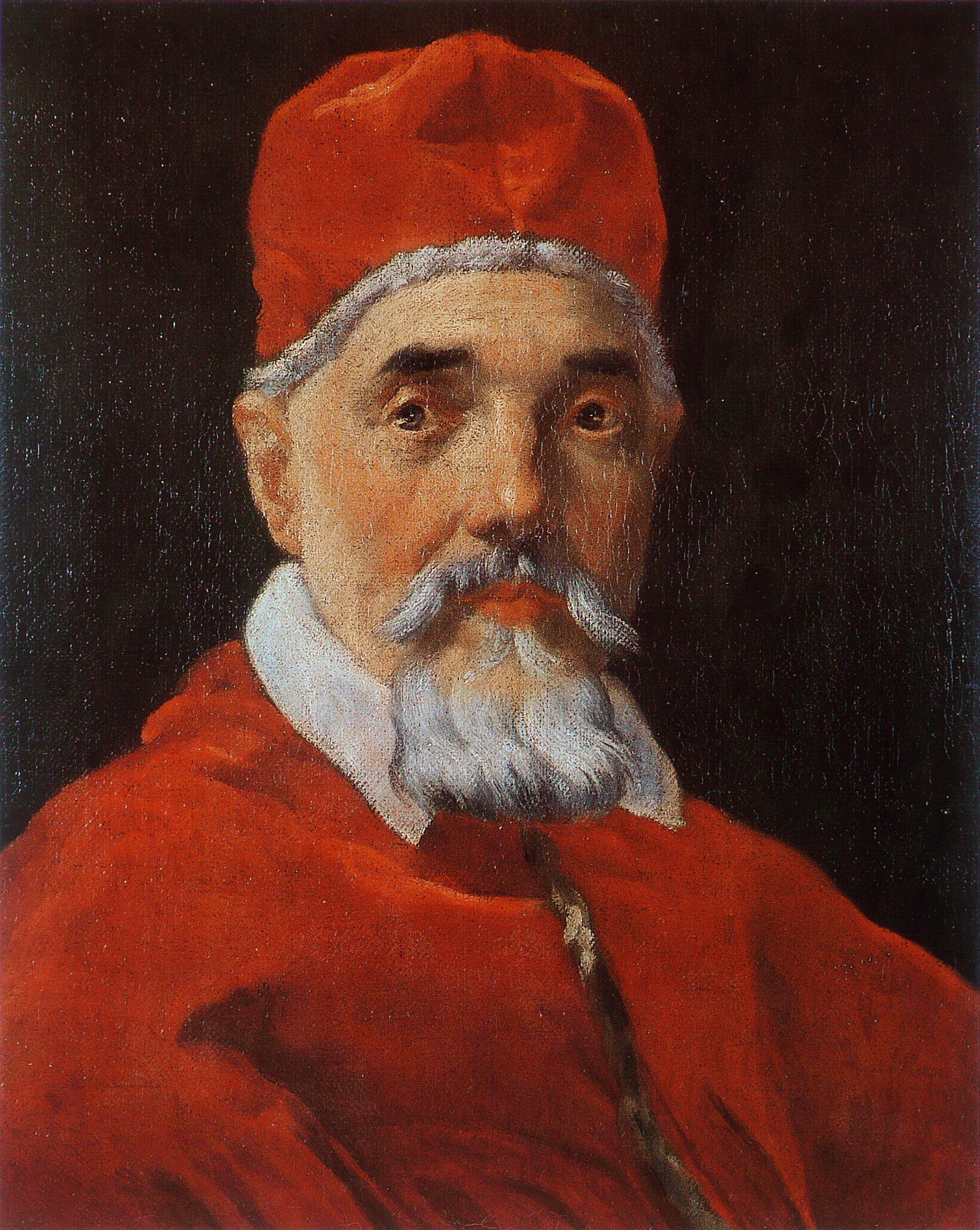
Urbà VIII, per Bernini

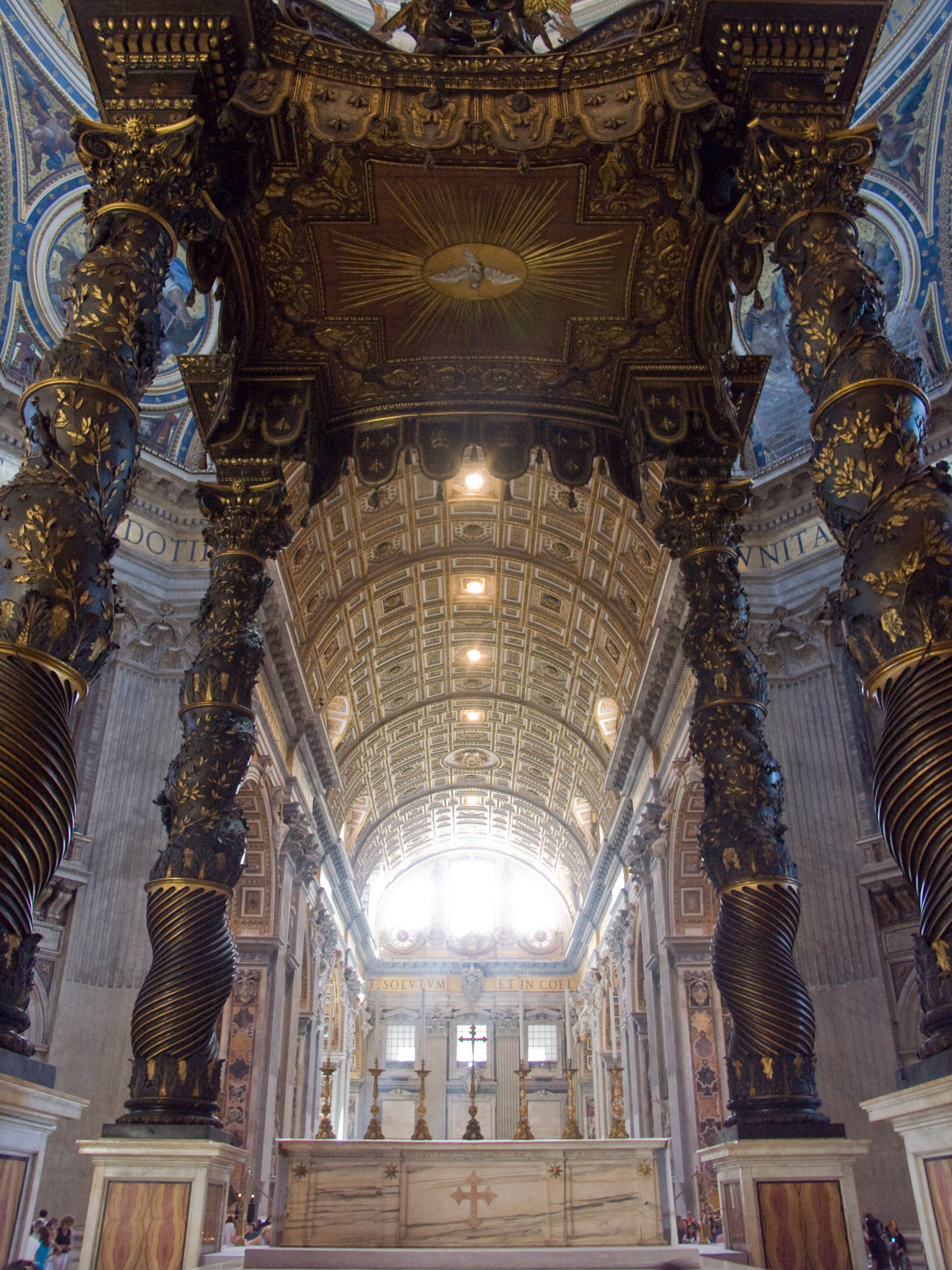
Baldaquí al transsepte de la basílica de Sant Pere del Vaticà

L'any 1623 va ascendir al tron pontifical, succeint Gregori XV, el florentí Maffeo Barberini amb el nom d'Urbà VIII. Bernini va trobar en Urbà VIII el mecenes perfecte, perquè el nou papa va promoure una sèrie de «grans obres» destinades a gravar en pedra la voluntat de reconquesta de l'església com a força triomfant —del paganisme per les missions, i del protestantisme per la Contrareforma. Per a assolir aquest objectiu, caldria emprar una arquitectura espectacular, una estètica comunicativa, persuasiva, festiva i, fins i tot, fastuosa.
El primer encàrrec pontifical, l'any 1623, va ser una estàtua de Santa Bibiana destinada a adornar l'església del mateix nom. Representada ja en èxtasi, l'escultura s'integrava en l'escenografia completament barroca dels frescos de Pietro da Cortona. A partir d'ací, Bernini va aprofitar sovint l'efecte teatral dels drapats, dels jocs de marbres, de la integració de la pintura i de la dramatització de l'escena amb l'ús del clarobscur.
El 1624, el papa decidí erigir un baldaquí de bronze sobre l'altar de Sant Pere. La construcció s'hi va perllongar des de 1624 a 1633 i per a fer-lo es va usar el bronze del Panteó, cosa que va fer que es diguera: Quod non fecerunt Barbari fecerunt Barberini ('Allò que no van fer els bàrbars ho van fer els Barberini'). El geni teatral de Bernini s'expressa plenament en aquest dosser sostingut per columnes salomòniques que recorden el tron i el temple de Salomó, una iconografia (gens innocent!) que lliga Roma i Jerusalem subratllant la continuïtat, o més aviat la primacia, del Vaticà sobre el judaisme. L'ornamentació vol destacar la importància dels Barberini (abelles en referència a les armes de la família papal) i la seguretat del seu gust (el llorer, símbol d'Apol·lo i les arts).
L'any 1627, Bernini va rebre l'encàrrec de fer la tomba del papa. La va acabar dos anys després i està situada davant de la de Pau III, l'iniciador de la Contrareforma que Urbà VIII pensava haver acabat. Va ser una altra ocasió perquè Bernini, com ja ho havia fet amb el seu David, es mesurara amb Miquel Àngel, que havia fet la tomba de Pau III. El conjunt representa el papa en gest de beneir amb la mà, amb la justícia i la caritat als costats, i la mort, sota la forma d'un esquelet als peus del sant Pare, escrivint-ne l'epitafi. La idea iconògrafica innovadora és que la mort en si mateixa resta sotmesa al poder del papa… 

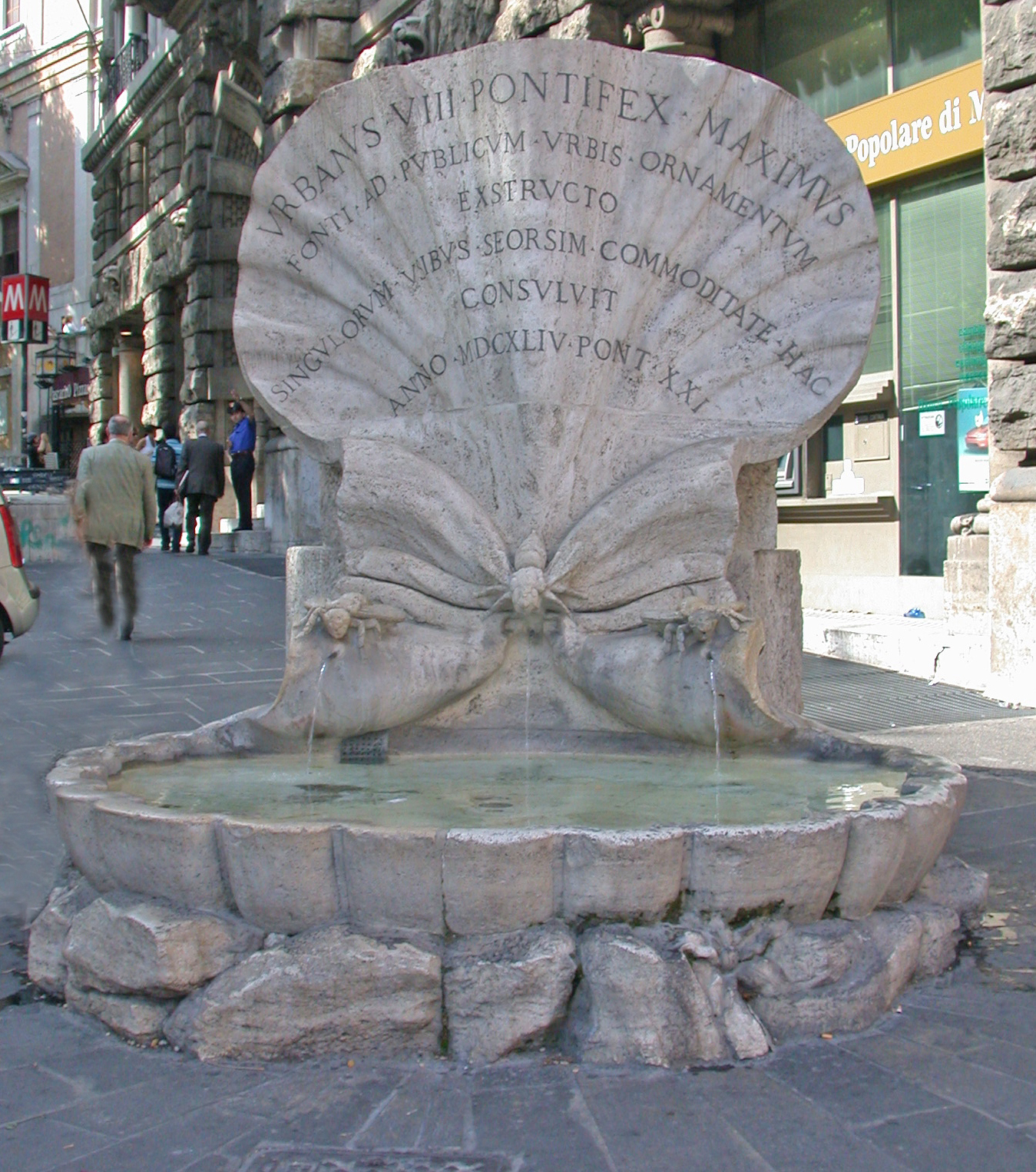
Font de les Abelles

Vers 1630 li va ser encarregada, en col·laboració amb Francesco Borromini, que esdevindria el seu immediat rival, l'obra del palau Barberini. La font del Tritó (Fontana del Tritone), acabada l'any 1643, va ser la primera d'una llarga sèrie d'obres de «mobiliari urbà». Amb la font de les Abelles (Fontana delle Api), va immortalitzar poc després les tres abelles símbol de la família Barberini.
Com a part dels intercanvis diplomàtics entre la monarquia anglesa i el papat, Carles I d'Anglaterra va encarregar en el 1635 un bust a l'escultor, mitjançant el nunci papal a Londres, Gregorio Panzani. Atès que Bernini estava establert a Roma i Carles I a Londres, l’escultor no disposava d’un model. Per resoldre aquest impediment es va encomanar al pintor flamenc Anton van Dyck fer en únic llenç un retrat del rei en tres posicions, frontal, de perfil i mig perfil, el qual va ser enviat a Roma. Bernini executà l’encàrrec i el bust s'envià a Londres, on passà a formar part de la col·lecció d'art de Carles I.

### El pontificat d'Innocenci X Pamphili
L'any 1644, GianBattista Pamphili va ser elevat al tron de sant Pere. Va ser un papa auster, o amb ambicions artístiques limitades per la crisi de les finances de la Santa Seu (final de la Guerra dels Trenta Anys i pau de Westfàlia). Un colp dur per a la reputació de Bernini va ser, al mateix any, l'enderrocament del campanar de la basílica de Sant Pere per raons d'estàtica. Els seus competidors en van treure profit de la situació per fer valdre llurs mèrits, de manera que Borromini va obtenir l'obra de la basílica de Sant Joan del Laterà, Carlo Rainaldi va construir el Palazzo Pamphil i va començar la construcció de l'església de Sant'Agnese in Agone a la Piazza Navona.
No pot dir-se que Bernini caiguera en desgràcia, però hi va estar a punt, i li va caldre la influència del príncep Niccolò Ludovisi per a obtenir l'encàrrec de la magnífica font dels Quatre Rius (1648 - 1651).
Entre 1647 i 1652, va treballar en l'obra que es considera la seua obra mestra i la cimera de l'escultura barroca: l'Èxtasi de santa Teresa (vegeu imatge) a la capella Cornaro de Santa Maria Della Vittoria, a Roma. Encàrrec del cardenal Federico Cornaro per a celebrar santa Teresa, recentment canonitzada (1622) i primera carmelita a haver assolit aquest honor. La llum zenital n'accentua la posició extàtica, com travessada per la sageta mística de l'àngel.

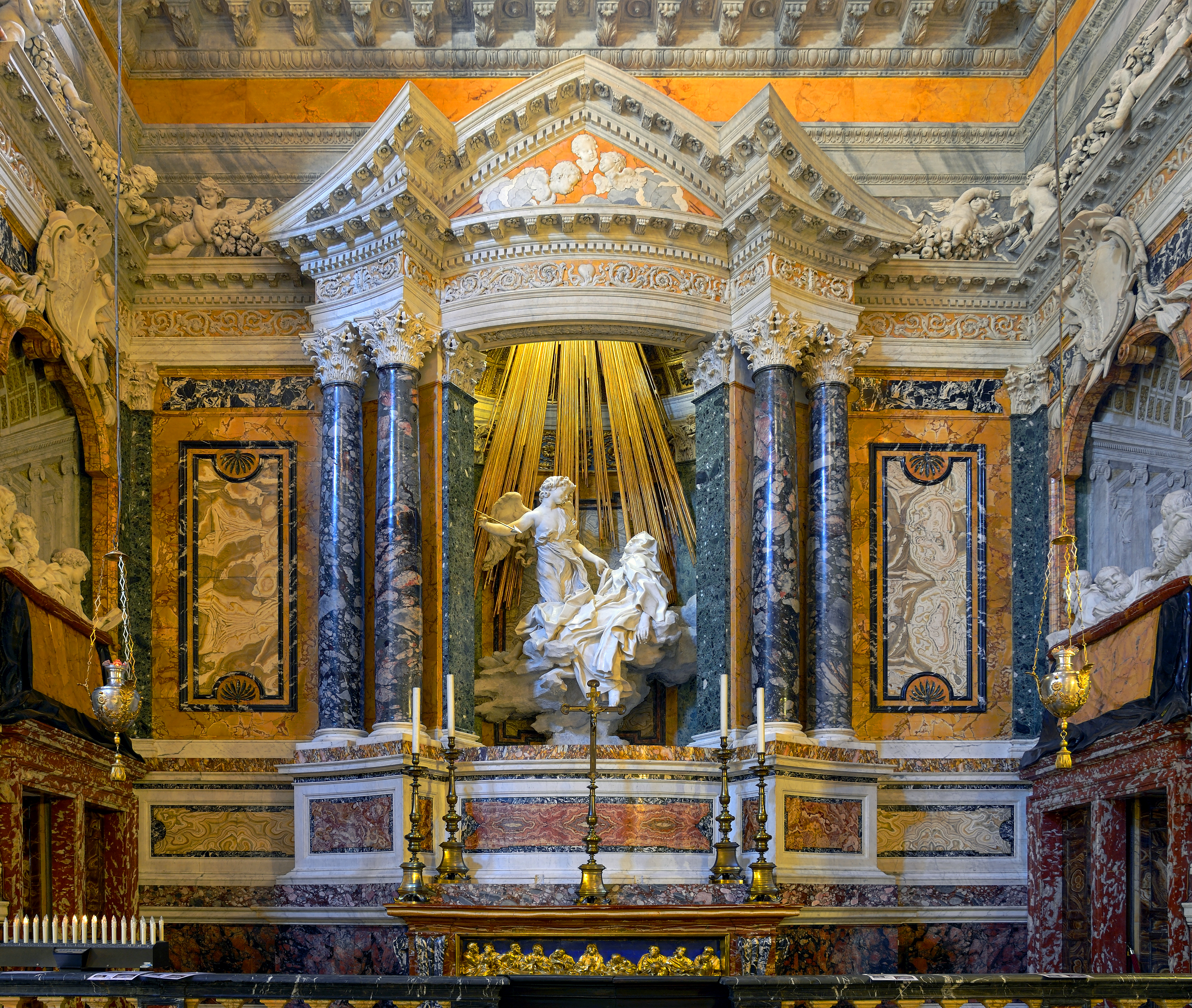
Èxtasi de santa Teresa a la capella Cornaro

Durant aquest decenni, va fer també un Monument a sor Maria Raggi a Santa Maria sopra Minerva, una Verità que avui dia es conserva a la galeria Borghese, un Bust d'Innocenci X (col·lecció Galleria Doria Pamphili) i un Bust de Francesco I d'Este (col·lecció Museu Estense di Modena).

### El pontificat d'Alexandre VII Chigi

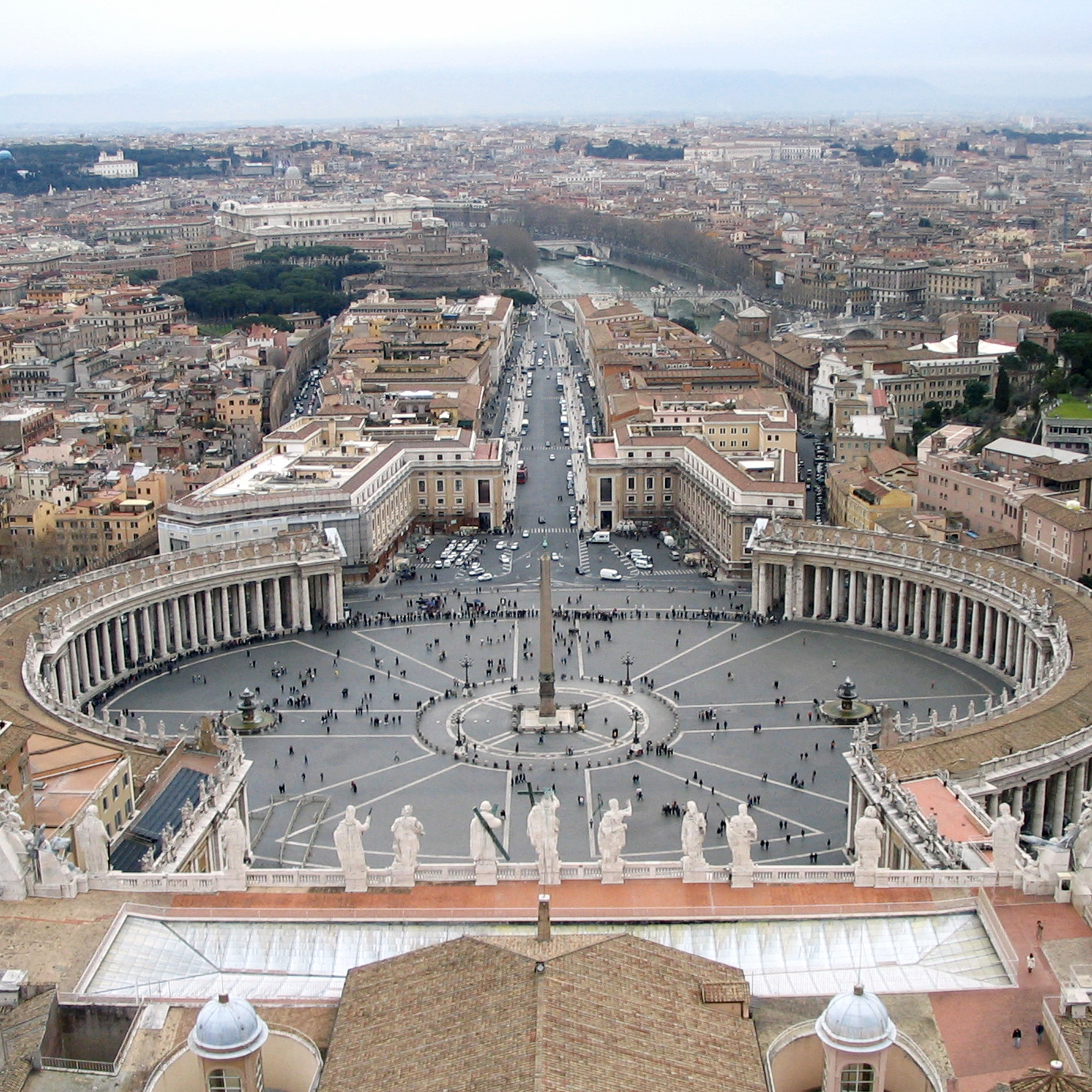
Columnata de la plaça de Sant Pere

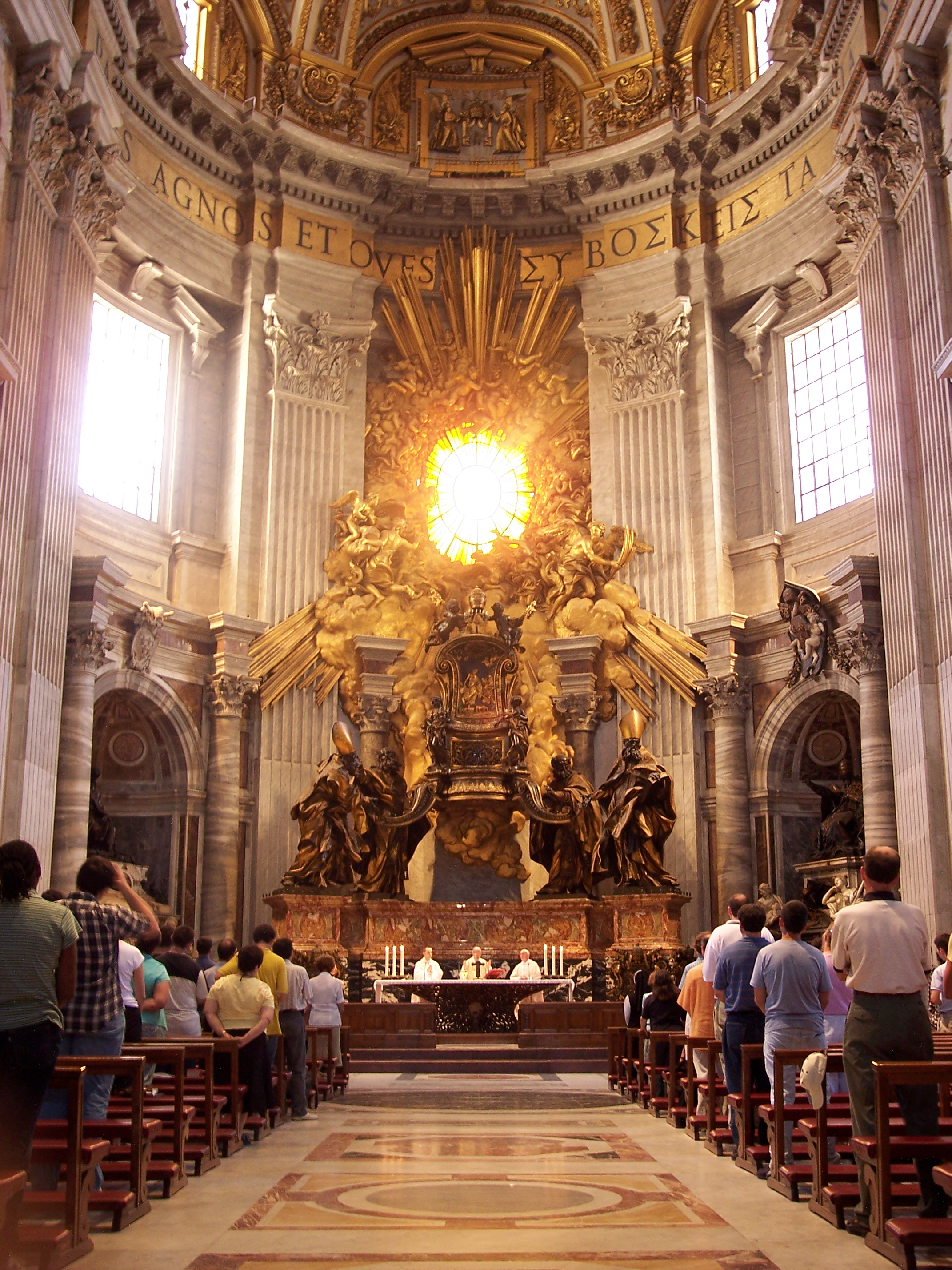
Cathedra Petri

Alexandre VII va ser un papa humanista i urbanista que ascendí al tron de sant Pere l'any 1655. Va encarregar a Bernini la columnata de la plaça de Sant Pere, on aquest va trobar una solució urbanística i simbòlica elegant, en concebre una columnata que s'estén des de la basílica com dos braços que acullen els fidels. El traçat el·líptic és típic de l'arquitectura barroca, influïda pels descobriments contemporanis en astronomia. L'ús de l'el·lipse es va generalitzar fins a esdevenir un lloc comú de l'arquitectura barroca i rococó.
Tot just abans d'això, Bernini havia fet la Càtedra de Sant Pere per a l'absis de la basílica de Sant Pere (la Cathedra Petri), afegint així una obra mestra més a la llarga llista de l'artista. L'obra és un reliquiari que conté la càtedra paleocristiana, sostingut per les estàtues monumentals dels quatre pares de l'Església, símbols de la saviesa i del coneixement que suporta l'autoritat papal. L'originalitat rau ací en el fet de situar la seu del bisbe (i el papa, successor de sant Pere no és altra cosa que un bisbe entre d'altres en una llarga línia, en teoria cridat a seure a la càtedra del primer bisbe de Roma) en alt, com inaccessible, inassolible, afirmant indirectament la supremacia de Roma sobre la resta dels patriarcats.
El 1658 va treballar en l'edificació de l'església de Sant Andreu del Quirinal, la planta el·líptica de la qual servirà de model per a gran nombre d'esglésies barroques posteriors. Bernini, que va contribuir molt a l'embelliment i acabat d'edificis existents i que va fer poques obres de nova planta, considerava aquesta església la seua obra mestra arquitectònica.
Amb una ferma reputació internacional, va ser convidat a França l'any 1644 per Jean-Baptiste Colbert, per encàrrec de Lluís XIV, que va haver de fer pressió davant del papa perquè alliberara el seu arquitecte preferit. Bernini va partir vers París a l'abril de 1665, per treballar al palau del Louvre. Hi va ser rebut com un príncep, però el seu projecte no va ser aprovat, fet que va marcar el declivi de la influència italiana sobre l'arquitectura francesa. Es va escollir el projecte de Claude Perrault, i fins i tot l'estàtua eqüestre que va fer del rei durant la seua estada va ser «exiliada» a un cantó poc prestigiós del parc de Versalles. Va tornar a Roma a l'octubre.
Com per a Urbà VIII, va fer la tomba d'Alexandre VII amb les al·legories de la caritat i la veritat davant de les de la prudència i la justícia, amb una porta que simbolitza la travessia al més enllà.

### Els darrers anys
Sota Climent IX, Bernini va fer una sèrie d'àngels per al Ponte Sant'Angelo de Roma. D'aquesta sèrie, només una de les estàtues és completament de la mà de Bernini, i actualment es conserva a l'església de Sant'Andrea delle Fratte.
Per última vegada, va tractar el tema de l'èxtasi amb l'escultura de la benaurada Ludovica Albertoni, acabada l'any 1674.
Va morir a Roma l'any 1680 i està enterrat a la basílica de Santa Maria Major.
Dos anys després de la seua mort, la reina Cristina de Suècia, aleshores exiliada a Roma, va encarregar la seua biografia a Filippo Baldinucci (La vida del cavaller Bernini).

## Obres
- Vegeu Llista d'obres de Gian Lorenzo Bernini

### Escultura

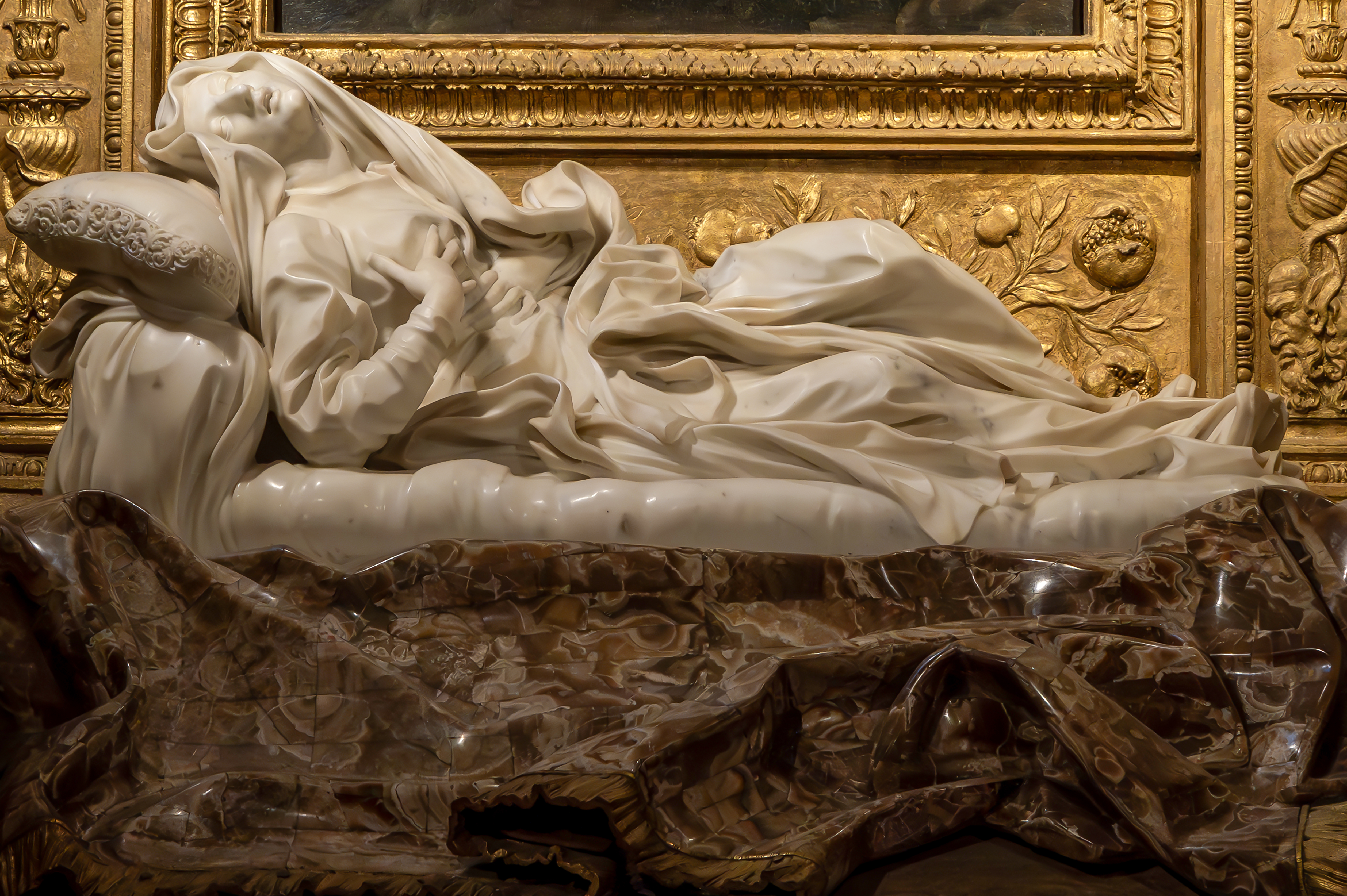
Èxtasi de la beata Ludovica Albertoni

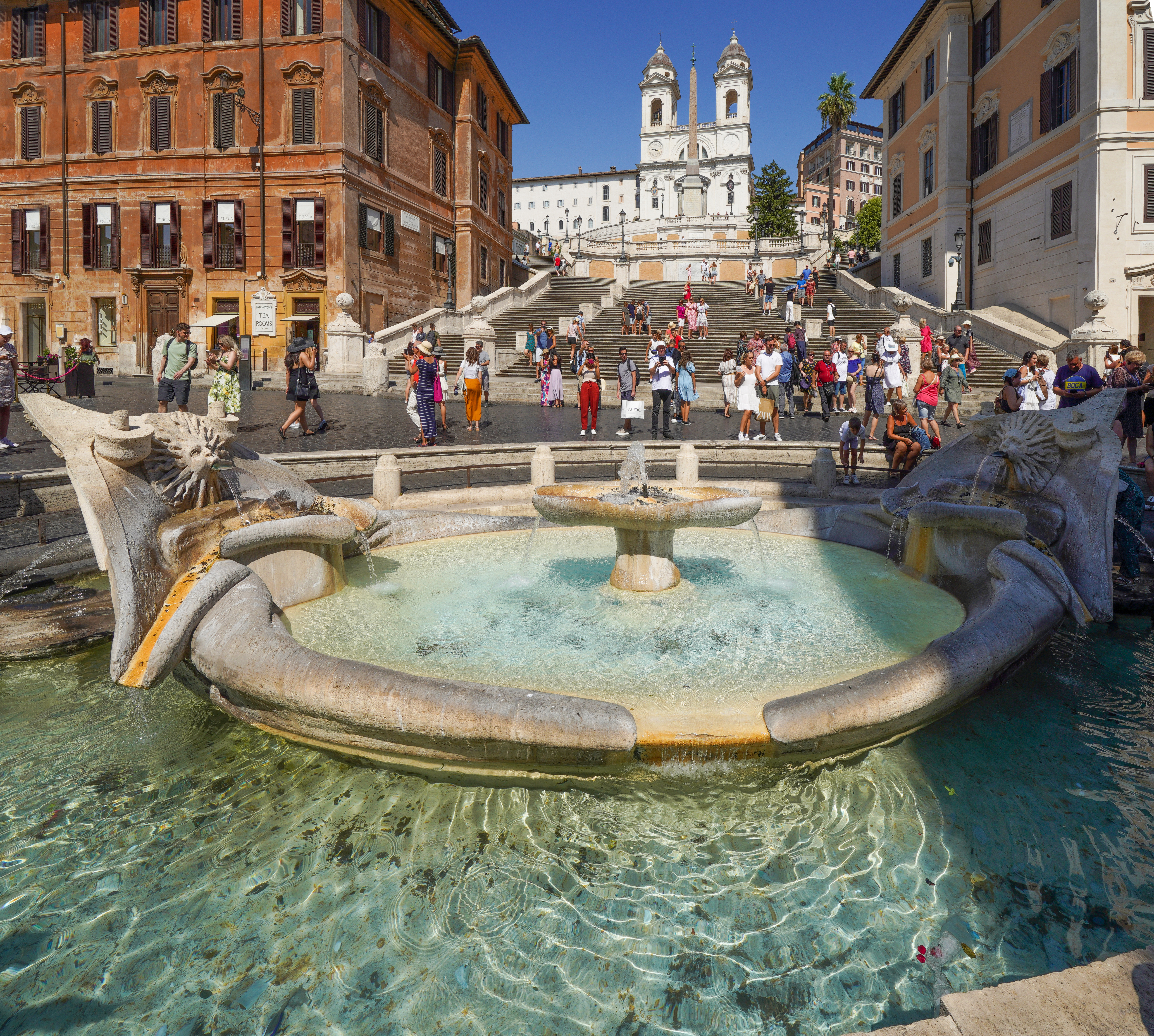
Font de la Barcaccia

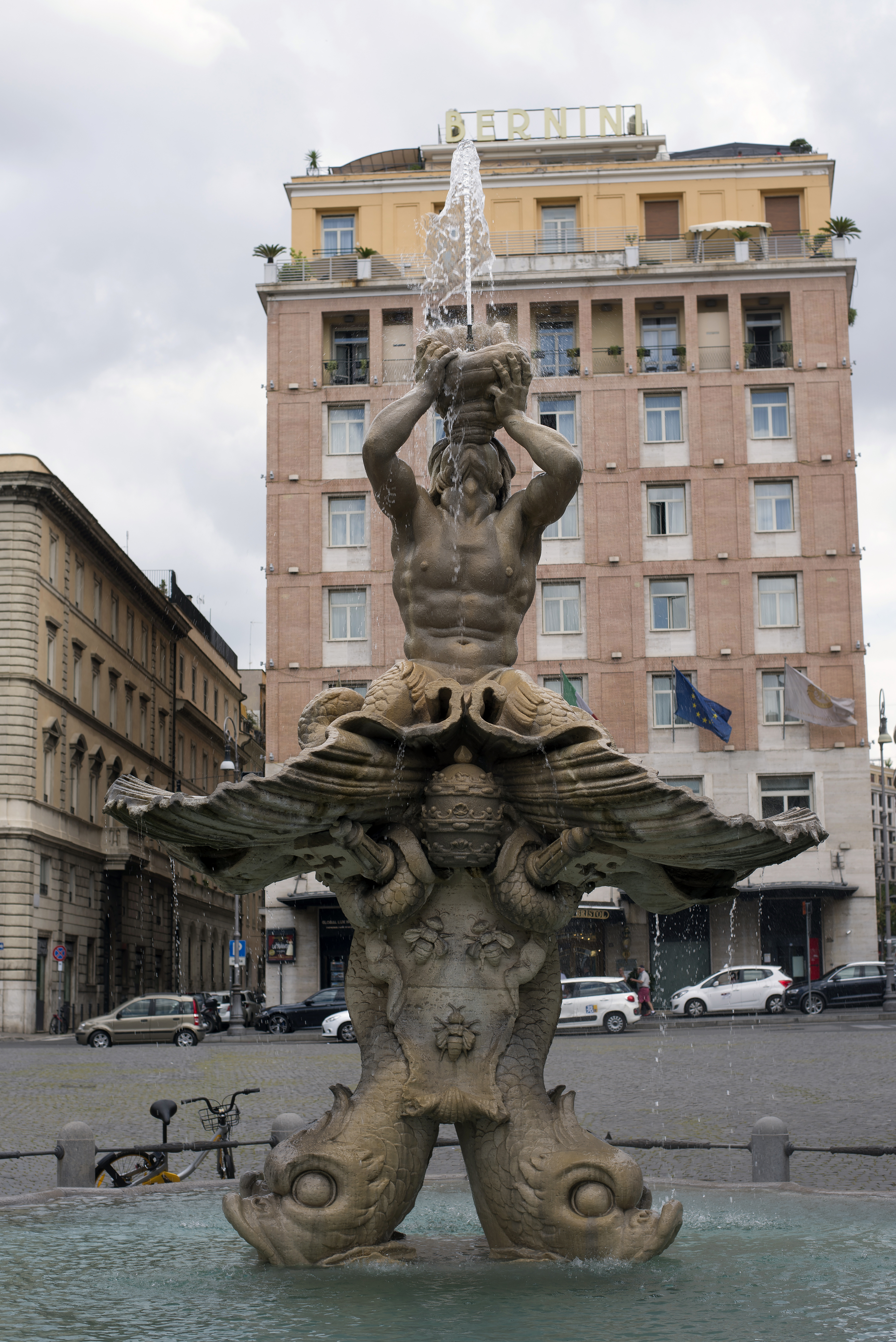
Font del Tritó

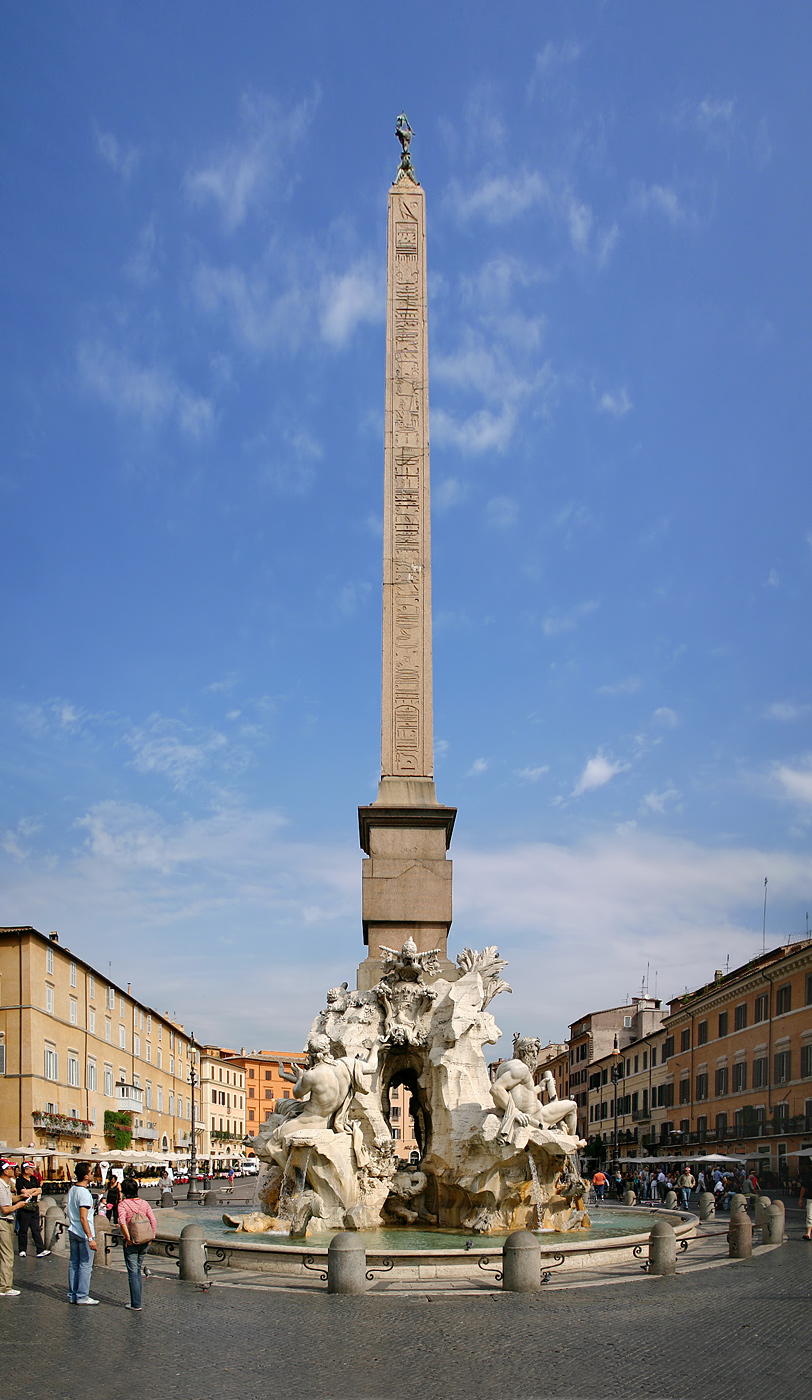
Font dels Quatre Rius

- Bust de Giovanni Battista Santoni (c. 1612) - Marbre, Santa Prassede, Roma.
- Sant Llorenç a la graella (1614-1615) - Marbre, 66 x 108 cm, Col·lecció Contini Bonacossi, Florència.
- La Cabra Amaltea amb Júpiter infant i un faune (1615) - Marbre, Galeria Borghese, Roma.
- Sant Sebastià (c. 1617) - Marbre, Museu Thyssen-Bornemisza, Madrid.
- Faune entretingut per uns amors (1616-1617) - Marbre, 132 cm, Metropolitan Museum of Art, Nova York.
- Enees, Anquises i Ascani (1618-1619) - Marbre, 220 cm, Galeria Borghese, Roma
- Ànima condemnada (1619) - Palazzo di Spagna, Roma.
- Ànima salvada (1619) - Palazzo di Spagna, Roma.
- Bust del cardenal Escoubleau de Sourdis (1620) - Musée des Beaux-Arts de Bordeaux, Bordeus.
- Anunciació (?) - (d'aquest grup, l'arcàngel Gabriel va ser esculpit per Bernini pare, i la Mare de Déu per Gian Lorenzo Bernini, església de Saint-Bruno, Bordeus.
- Apol·lo i Dafne (1622-1625) - marbre, 243 cm, Galeria Borghese, Roma.
- La caritat amb quatre infants (1627-1628) - terre cuite, 39 cm, Museus Vaticans, Vaticà.
- David (1623-1624) - marbre, 170 cm, Galeria Borghese, Roma.
- Fontana della Barcaccia (1627-1628) - marbre, Piazza di Spagna, Roma
- Bust de monsenyor Pedro de Foix Montoya (c. 1621) - marbre, Santa Maria di Monserrato, Roma
- Neptú i Tritó (1620) - marbre, 182 cm, Victoria and Albert Museum, Londres.
- El rapte de Proserpina (1621-1622) - marbre, 295 cm, Galeria Borghese, Roma.
- Font del Tritó (1624-1643) - travertí, Piazza Barberini, Roma.
- Tomba d'Urbà VIII (1627-1647) - bronze daurat i marbre, basílica de Sant Pere del Vaticà, Vaticà.
- Bust de Thomas Baker (1638) - marbre, 81,6 cm, Victoria and Albert Museum, Londres.
- Bust de Costanza Bonarelli (c. 1635) - marbre, 70 cm, Bargello, Florència.
- Caritat amb dos infants (1634) - terracota, 42 cm, Museus Vaticans, Vaticà.
- Sant Longí (1631-1638) - marbre, 450 cm, basílica de Sant Pere del Vaticà, Vaticà.
- Bust de Scipione Borghese (1632) - marbre, alçada 78 cm, Galeria Borghese, Roma
- Bust de Scipione Borghese (1632) - marbre, basílica de Sant Pere del Vaticà, Vaticà.
- Bust d'Urbà VIII (1632-1633) - bronze, 100 cm, Museus Vaticans, Vaticà.
- Bust del cardenal Armand de Richelieu (1640-1641) - marbre, Museu del Louvre, París.
- Monument a Maria Raggi (1643) - bronze daurat i marbres policroms, Santa Maria sopra Minerva, Roma.
- Bust d'Innocenci X (circa 1650) - marbre, Galeria Doria-Pamphilj, Roma.
- La veritat (1645-1652) - marbre, 280 cm, Galeria Borghese, Rome.
- Èxtasi de santa Teresa (1647-1652) - marbre, Capella Cornaro, Santa Maria della Vittoria, Roma.
- Loggia dels fundadors (1647-1652) - marbre, Capella Cornaro, Santa Maria della Vittoria, Roma.
- Bust d'Urbà VIII - marbre, basílica de Sant Pere del Vaticà, Vaticà.
- Font dels Quatre Rius (1648-1651) - travertí i marbre, Piazza Navona, Roma.
- Daniel i el lleó (1650) - marbre, Santa Maria del Popolo, Roma.
- Francesc I d'Este (1650-1651) - marbre, 107 cm, Galeria Estense, Mòdena
- Font del moro (1653-1654) - marbre, Piazza Navona, Roma
- Crucifix (1654) - bronze, Monestir de San Lorenzo de El Escorial, Espanya
- Constantí (1654-1670) - marbre, Palau del Vaticà, Vaticà.
- Daniel i el lleó (1655) - terracota, 42 cm, Museus Vaticans, Vaticà.
- Habacuc i l'àngel (1655) - terracota, 52 cm, Museus Vaticans, Vaticà.
- Creu d'altar (1657-1661) - bronze daurat, 185 cm, basílica de Sant Pere del Vaticà, Vaticà.
- Tron de sant Pere (1657-1666) - marbre, bronze, estuc, basílica de Sant Pere del Vaticà, Vaticà.
- Sant Agustí (1657-1666) - bronze, basílica de Sant Pere del Vaticà, Vaticà.
- Constantí, Scala Regia (1663-1670) - marbre i estucs policroms, Palau del Vaticà, Vaticà.
- Àngel dempeus amb un pergamí (1667-1668) - terracota, 29 cm, Fogg Art Museum, Cambridge.
- Àngel amb la corona d'espines (1667-1669) - marbre, Sant'Andrea delle Fratte, Roma.
- Àngel amb les Escriptures (1667-1669) - marbre, mida superior a la natural, Sant'Andrea delle Fratte, Roma
- Elefant de Minerva (1667-1669) - marbre, Piazza di Santa Maria sopra Minerva, Roma.
- Bust de Gabriele Fonseca (1668-1675) - marbre, San Lorenzo in Lucina, Roma.
- Estàtua eqüestre de Lluís XIV (1669-1670) - terracota, 76 cm, Galeria Borghese, Roma.
- Bust de Lluís XIV (1665) - marbre, 80 cm, Palau de Versalles, Versalles.
- Herma de sant Esteve d'Hongria - bronze, Catedral de Zagreb, Zagreb.
- Sant Jeroni (1661-1663) - marbre, 180 cm, Capella Chigi, Catedral de Siena, Siena.
- Tomba d'Alexandre VII (1671-1678) - marbre i bronze daurat, basílica de Sant Pere del Vaticà, Vaticà.
- Benaurada Ludovica Albertoni (1671-1674) - marbre, Capella Altieri-Albertoni, San Francesco a Ripa, Roma.

### Arquitectura
- Façana de l'església de Santa Bibiana (c. 1623), Roma.
- Baldaquí de la basílica de Sant Pere del Vaticà (1624 – 1633), Roma.
- Capella Cornaro a l'església de Nostra Senyora de la Victòria, que conté el cèlebre Èxtasi de santa Teresa (1647 – 1652), Roma.
- Palazzo Montecitorio (c. 1650), Roma.
- Font dels Quatre Rius (1651), Roma.
- Columnata de la plaça de Sant Pere (c. 1660), Roma.
- Restauració de l'església de Santa Maria del Popolo (1655 - 1661) de Roma, particularment amb la decoració de la nau i el transsepte i la construcció de la capella Chigi.
- Església de Sant Andreu del Quirinal (1658 - 1678), Roma.
- Palazzo Chigi (c. 1660), Roma.
- Scala Regia al Vaticà (1662 - 1668), Roma - amb l'estàtua eqüestre de Constantí.
- Columnata del palau del Louvre (1665), París - projecte no realitzat.
- Plaça del Vaticà.

### Pintura
Per a Bernini, la pintura va ser una activitat accessòria. No obstant això, els seus llenços revelen un pols segur, desproveït de pedanteria.
- Sant Andreu i sant Tomàs (c. 1627) - oli sobre llenç, 59 x 76 cm, National Gallery, Londres
- Retrat de noi (c. 1638) - oli sobre llenç, Galeria Borghese, Roma
- Autoretrat en la joventut (c. 1623) - oli sobre llenç, Galeria Borghese, Roma
- Autoretrat en l'edat madura (1630-1635) - oli sobre llenç, Galeria Borghese, Roma
- Retrat d'Urbà VIII

## Homenatges
- Philippe Baldinucci va escriure la seua biografia l'any 1682, per encàrrec de la reina Cristina de Suècia.
- Algunes obres de Bernini han estat utilitzades en l'obra de Dan Brown Àngels i dimonis.
- Es va posar el nom de Bernini a un cràter de la superfície de Mercuri.

## Deixebles
- Filippo Parodi, escultor (1630-1702)
- Jean Del Cour, escultor (1631-1707)